# Mitchell Duarte
Mitchell Duarte, vollständiger Name Mitchell Ernesto Duarte Iroldi, (* 14. Februar 1991 in Montevideo) ist ein uruguayischer Fußballspieler.
Der nach Angaben seines Vereins 1,73 Meter große Abwehrspieler steht seit 2010 beim Club Atlético Cerro in der Primera División unter Vertrag. In seinen ersten beiden Spielzeiten für die Montevideaner lief er in vier bzw. fünf Ligapartien auf. In der Apertura und Clausura der Saison 2012/13 stehen 15 Einsätze für ihn zu Buche. Während der Spielzeit 2013/14 kam er in zwölf weiteren Erstligaspielen zum Zuge. Ende August 2014 schloss er sich dem Zweitligisten Club Atlético Progreso an. In der Spielzeit 2014/15 wurde er in 22 Begegnungen (ein Tor) der Segunda División eingesetzt. Über das Saisonende hinaus sind bislang (Stand: 13. August 2016) weder Einsätze noch eine Kaderzugehörigkeit für ihn verzeichnet.